# مير بصري
مير بصري هو أديب وشاعر واقتصادي عراقي يهودي، ولد في بغداد عام 1911 لعائلة يهودية موسورة حيث كان والده شاؤول بصري تاجراً للقماش في بغداد ووالدته من عائلة دنكور التي ينتمي لها أكبر حاخامات يهود العراق.

## دراسته
تخرج بصري من جامعة بغداد حيث درس في مجال الاقتصاد

## وظائفه
شغل العديد من المناصب في العراق منها منصب رئيس غرفة تجارة بغداد في عام 1943 وقبلها عمل مديراً عاماً في وزارة الخارجية العراقية.
بقي مير بصري في العراق بعد الهجرة الكبيرة التي قام بها يهود العراق نهاية الأربعينيات وبداية الخمسينيات مع ما يقارب العشرة آلاف يهودي آخر حيث رفض فكرة الهجرة إلى إسرائيل وترك العراق.
شغل بصري منصب رئيس فخري للطائفة اليهودية في العراق خلال فترة نهاية الستينيات وبداية السبعينيات
غادر العراق بشكل نهائي إلى بريطانيا عام 1974م بعد فترة من المضايقات والسجن والإقامة الجبرية وسلسة من الإعدامات العلنية التي شملت عدداً من اليهود في بغداد وكان بذاك آخر رئيس للطائفة اليهودية في العراق.

## وفاته
توفي في لندن عام 2006

## مؤلفاته
جمع العديد من الكتب وقبل مغادرتهِ العراق تبرع بمكتبتهِ الشخصية والتي تضم حوالي أربعة آلاف كتاب هدية للمكتبة الوطنية العراقية
وكانت له العديد من المؤلفات باللغة العربية يبلغ عددها حوالي الأربعين مخطوطا تتراوح ما بين الشعر والاقتصاد والتراجم والتأريخ، طبع منها القليل ومن أهمها:
- أعلام السياسة في العراق الحديث.
- مباحث في الاقتصاد العراقي.
- دور الأديب العربي في بناء المجتمع العربي العصري.
- أعلام الوطنية والقومية العربية في العراق.
- أعلام الكرد في العراق.
- أعلام الفن العراقي الحديث والمعاصر.
- أعلام اليهود في العراق.